# Eric Drexler
Kim Eric Drexler (* 25. dubna 1955, Oakland, Kalifornie, USA) je americký vědec a představitel transhumanismu.

## Kariéra
Eric Drexler se narodil roku 1955 v Oaklandu v Kalifornii, USA. Vystudoval na Massachusettském technologickém institutu. Jeho doktorandská práce z roku 1991 byla revidována a publikována jako kniha Nanosystems: Molecular Machinery, Manufacturing and Computation (1992), která obdržela cenu Asociace amerických vydavatelů jako Best Computer Science Book of 1992[zdroj?].
V roce 1974 vystoupil na First Princeton Conference of Space Colonization. Je spoluzakladatelem a vedoucím Foresight Institute, Palo Alto, California, USA.
Drexler je tvůrcem konceptu nanotechnologie. Vytvořil koncept molekulárních strojů, které by mohly replikovat sami sebe a z atomů stejné suroviny dotvořit nebo opravit každou strukturu materiálního světa, ať už předměty nebo živé bytosti.

## Stroje tvoření
Drexler v knize Engines of Creation. The Coming Era of Nanotechnology – Stroje tvoření. Nastupující éra nanotechnologie, kterou vydal roku 1986, navrhl koncept nanotechnologie a nanostrojů.
Drexler jako příklad strojů pracujících v molekulárním měřítku uvádí buňky živých organizmů. Uvažuje o tvorbě univerzálních assemblerů – replikatorů, které budou schopné vytvářet a opravovat složité molekulární struktury. Tyto nanostroje budou podle Drexlera programovatelné podobným způsobem, jakým DNA programuje činnost živých buněk, a budou schopné se namnožit a vytvořit tak armádu komunikujících robotů připravených vykonat užitečnou práci – sestavit z atomů kovů slitiny přesně definovaných, dosud nevídaných vlastností, léčit choroby, stavět domy, budovat kosmické stanice atd.
Drexler upozorňuje, že kritici umělé inteligence často tvrdí, že zřejmě nemůžeme vytvořit stroje rozumnější než jsme my sami. Zapomínají ale na to, že naši vzdálení němí předkové se dokázali vyvinout v jedince vysoké inteligence bez nutnosti přemýšlení. My o umělé inteligenci přemýšlíme a naše technologie se vyvíjí rychleji než biologické geny.

## Společenské souvislosti nanotechnologie
Drexler také uvažuje o budoucích sociálních převratech způsobených nanotechnologiemi. Klade následující otázky: Co se stane s globálním pořádkem, když assemblery a automatizované inženýrství omezí potřebu mezinárodního obchodu? Jak daleko se změní společnost, ve které budou lidé žít neomezeně dlouhou dobu? Co budeme dělat, když replikující se assemblery budou moci dělat téměř cokoliv bez lidské přítomnosti? Co uděláme, když systémy umělé inteligence budou myslet rychleji než lidé?

## Kritika
V roce 2001 v časopise Scientific American Drexlerovy práce o nanotechnologiích zkritizoval jako naivní americký profesor chemie a fyziky, držitel Nobelovy ceny za objev nové formy molekul uhlíku tzv. fullerenů Richard Smalley.

## Výběr z bibliografie
Drexler publikoval mimo jiné tyto knihy a články:
- 1981 - Molecular Engineering: An Approach to the Development of General Capabilities for Molecular Manipulation
- 1986 - Engines of Creation. The Coming Era of Nanotechnology
- 1991 - Unbounding the Future. The Nanotechnology Revolution
- 1992 - Nanosystems: Molecular Machinery, Manufacturing, and Computation